# Машхад
Машха́д или Мешхе́д (на персийски: مشهد ) е град в Североизточен Иран, административен център на провинция Разави Хорасан.

## География
Разположен е в долината на река Кашаф, на 60 km от границата с Туркменистан.
С около 3 000 000 жители според националното преброяване през 2016 г. Мешхед е вторият по население град в страната след столицата Техеран.

## Забележителности
В града се намира известно мюсюлманско светилище – мавзолей на Али ал-Рида – 8-ия шиитски имам. То се посещава всяка година от около 20 милиона поклонници.
Само на километър от северните покрайнини на Мешхед е древният град Тус, където са запазени каменната гробница на поета Фирдоуси и градски крепостни стени.

## Известни личности
Родени в Машхад
- Ануше Ансари (р. 1966), космонавтка
- Ебрахим Раиси (1960 – 2024), политик